# Kleine mijterschildwants
De kleine mijterschildwants (Aelia klugii) is een karakteristieke geelbruin gestreepte wants met lange driehoekige kop. Het komt voor op zandgronden in open en warme vegetaties met grassen, onder andere in duinen en op heidevelden. Het overwintert als volwassene en kan als zodanig het hele jaar  worden gevonden. 

## Kenmerken
De 6,5-8,2 mm lange beestjes zijn olijfgroen tot bruinachtig gekleurd. Ze hebben een langwerpige, spitse kop. Van de sterk gelijkende mijterschildwants (Aelia acuminata) onderscheidt de soort zich zowel door de vorm van de kop als door hoogstens één, in plaats van twee kleine zwarte vlekjes op de midden- en achterpoten. Aelia rostrata onderscheidt zich door de aanwezigheid van een zwarte lengtestreep op het corium. Behalve kleurkenmerken is de soort zeker te herkennen aan het volgende kenmerk: De wangen (genae) van de kop dragen naar de top zijdelings een grote, ronde knobbel, die aan de zijkant zijdelings van bovenaf uitsteekt, dit ontbreekt bij alle verwante soorten.

## Voorkomen
Een palearctische soort met West Euro-Siberische verspreiding. Het is wijdverbreid in Europa, maar komt zelden voor. In het oosten strekt zijn verspreidingsgebied zich uit over Siberië tot het Verre Oosten (Korea). 